# Jean de Martigny
Jean IX de Martigny est un prélat français du XVIe siècle.  

## Biographie
Jean de Martigny est nommé évêque de Castres en 1509 en succession de son oncle Charles Ier de Martigny.